# Xã Stambaugh, Michigan
Xã Stambaugh (tiếng Anh: Stambaugh Township) là một xã thuộc quận Iron, tiểu bang Michigan, Hoa Kỳ. Năm 2010, dân số của xã này là 1.140 người.